# Andrzej Marstella
Andrzej Marstella (Mastella, Mastylla) (zm. 1568 w Krakowie) – mieszczanin krakowski, złotnik, prawdopodobnie tłumacz z języka włoskiego.
Od 1519 był samodzielnym mistrzem złotniczym. Od 1525 pracował dla Zygmunta Starego. Między rokiem 1530 a 1550 kilkukrotnie pełnił funkcję starszego cechu złotników. W 1562 został rajcą miejskim. Zdaniem Stanisława Estreichera przełożył na język polski z włoskiego lub przynajmniej skopiował przekład Historii umoralniających, znajdujący się w księdze cechu złotników krakowskich (obecnie w Bibliotece Jagiellońskiej).